# Atopophthirus
Atopophthirus ist eine Gattung der Tierläuse, deren Vertreter als Ektoparasiten Riesengleithörnchen befallen.

## Merkmale
Der Kopf ist mäßig, sein Vorderrand stark sklerotisiert. Der Vorderkopf ist kurz und abgeflacht, Augen fehlen. Die Fühler haben fünf Glieder und zeigen keine Geschlechtsdifferenzen. Ihr erstes Glied besitzt einen kräftigen Fortsatz, das letzte Glied trägt zwei Sensillen. Eine Okzipitalapophyse fehlt. Der Thorax ist häutig, also schwach sklerotisiert, eine Sternalplatte und eine Notalgrube sind nicht ausgebildet. Die Coxen der drei Beinpaare stehen weit auseinander. Das erste Beinpaar ist am kleinsten und trägt wie das zweite eine Kralle und einen Tibialdaumen. Das dritte Beinpaar ist durch einen kräftigen Tibiotarsus modifiziert. Auch das ovale Abdomen ist häutig und fein behaart, Tergalplatten fehlen, Sternalplatten sind schwach entwickelt oder fehlen. Paratergalplatten sind an den Segmenten 3 bis 6 ausgebildet. Sie tragen je zwei Borsten und ihre freie hintere Spitze überragt den Körper. Rückenseitig setzen sie sich in eine seitliche Rückenplatte mit einer Borstenreihe fort. Das Abdomen besitzt nur drei Stigmen, die an den Segmenten 3 bis 5 ausgebildet sind. Weibchen besitzen Gonopoden und Spermathek, die männlichen Genitalien sind schwach entwickelt.
Gattungsspezifische Charakteristika innerhalb der Familie sind:
- Paratergalplatten in seitliche Rückenplatten mit einer Borstenreihe übergehend
- Fühler fünfgliedrig mit zwei Sensillen im Endsegment
- keine abdominalen Tergal- und thorakalen Sternalplatten
- Coxen weit auseinanderstehend
- nur drei Stigmenpaare

## Arten
Zur Gattung gehören zwei Arten:
- Atopophthirus setosus, Wirte Indisches Riesengleithörnchen, Rot-Weißes Riesengleithörnchen
- Atopophthirus emersoni, Wirt Geflecktes Riesengleithörnchen